# サルの自撮り

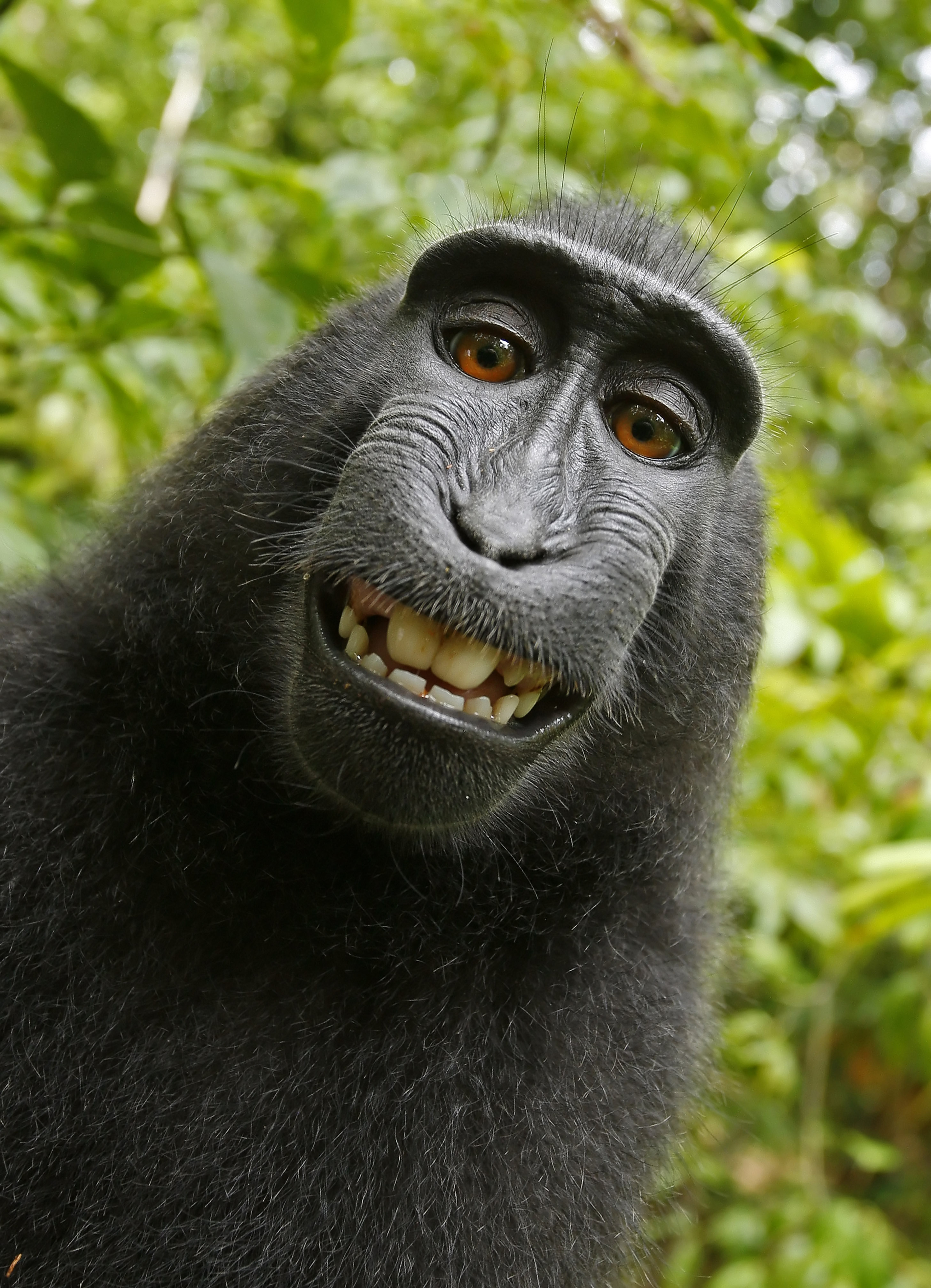
マカク属のサルの「自撮り」（"selfie"）

サルの自撮り（サルのじどり、英: monkey selfies）は、メスのクロザルがイギリスの自然写真家デイヴィッド・スレイターのカメラを使って自撮りした写真のこと。この写真はウィキメディア・コモンズにアップロードされ、2014年半ばに大きな話題を呼んだ。人間以外の動物による作品に著作権は発生するのかが問題となったのである。
スレイターは自身に著作権があると主張したが、著作権を持つのはその作者であり、人間以外の（法律上の人（自然人ないし法人）ではない）作者は著作権では保護されないという考え方のもと複数の専門家や組織から反駁された。2014年12月、アメリカ合衆国著作権局は人間以外の動物による作品はアメリカにおける著作権の対象とはならないと宣言した。2016年、アメリカ合衆国連邦裁判所は、サルは画像の著作権を有しないと判断した。

## 背景
2011年、イギリスの自然写真家デイヴィッド・スレイター（David Slater）がクロザルの撮影のためインドネシアに滞在中のことだった。撮影の際、スレイターはカメラを三脚に設置し、カメラのリモートスイッチを、意図的にクロザルが触れることができるような形で放置した。メスのクロザルはそのリモートスイッチを押し、何枚もの写真を撮った。ほとんどは使えないものであったが、クロザルの姿がはっきりと写っているものもあった。スレイターは後にこれを「サルの自撮り」として発表した。スレイターはこの写真の著作権が自分にあるという思いから、カーターズ・ニュース・エージェンシーとライセンス契約を交わしている。スレイターの主張によれば、彼は「額に汗して」写真を撮ったのであり、「あれはサルにカメラで遊ばせておくという技術でありアイデアだったんだ。私はそれを見ていればいい。サルにそういう習性があることは知っていたし、予測もしていた。写真を撮らせるチャンスがあると知っていたんだ」。

## 著作権

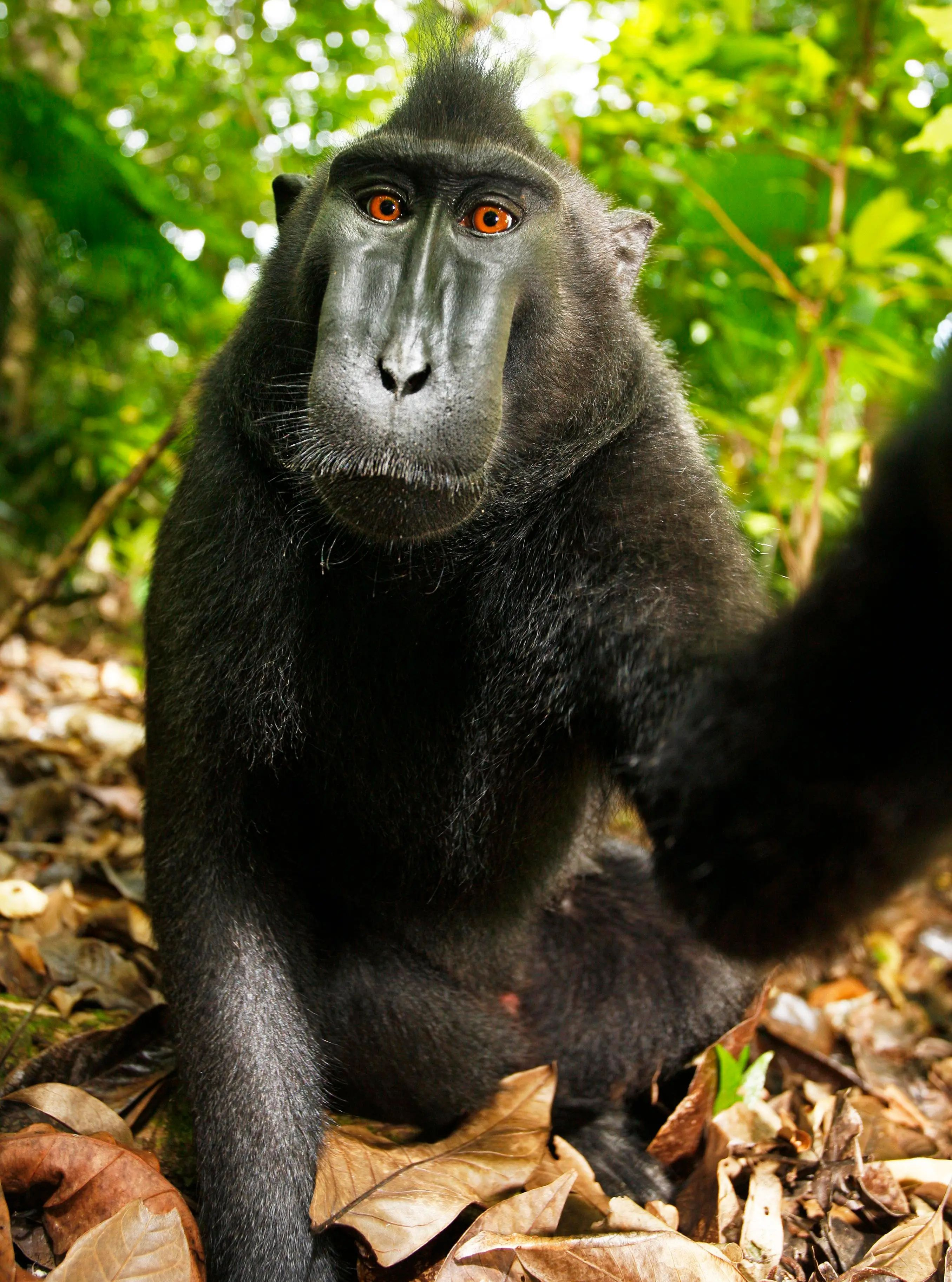
同じくスレイターのカメラを使用した自撮り

スレイターの主張に疑義をとなえたのがITニュースサイト「Techdirt.com」だった。つまり、サルは法律上の人ではなく著作権を持つことが出来ないため写真はパブリックドメインであるというのである。そしてスレイターもサルの自撮り写真に著作権を持つことはできない。彼はその制作に関わっていないからである。
カーターズ・ニュースの代理人はサルの自撮りを掲載したTechdirt.comに、許可していないとして写真の削除を求めた。さらにサイトの管理人であるマイク・マズニックに対して「〔マズニックは〕明らかにどこかから写真を『引っぱってきて』いますよね。おそらく『デイリーメール・オンライン』からと思いますが」と抗議した（一方でマズニックはもし著作権を行使できたとしても、Techdirt.comでの写真の使用はアメリカの著作権法が定めるところのフェアユースにあたると主張した）。カーターズ・ニュースによれば「誰が著作権を持っているにせよ、あなたが著作権者でないことは100%明らか」だというのである。
スレイターの写真は画像・音声・動画を保管するウィキメディア・コモンズにもアップロードされた。このサイトはパブリックドメイン下にあるフリーコンテンツとして利用可能であるか、著作権の対象とはならないメディア素材のみを受け入れており、スレイターの写真もまた人ではなく動物による作品だという理由からパブリックドメインとして扱われた。スレイターはコモンズを運営するウィキメディア財団を相手取り、自身が著作権を有する写真である以上はその対価を支払うかコモンズから削除するよう求めた。ウィキメディア財団はこの写真の作者がクロザルであり、誰も著作権を有していないとの判断を固め、スレイターの要求を退けた。この内容は2014年8月にウィキメディア財団が発表した「透明性レポート」(transparency report)により明らかになったものである。
スレイターはBBCニュースに、ウィキメディア・コモンズ上で写真が使用可能になったことにより被った金銭的な損失について語っている。「撮影をしてから最初の一年で2,000ポンドも稼いだんです。それがウィキペディアに載ったのでは買おうという気持ちなんて失せてしまいますよ。正確な数字を出すことは難しいですが10,000ポンドかそれ以上にはなったと思います。商売あがったりですよ」。スレイターはデイリー・テレグラフ紙上ではこう述べている。「あの人たちは何がわかっていないかといえば、著作権の判断をするのは法廷だということなんですよね」。
アメリカとイギリスにまたがり知的財産権を専門とする法律家のメアリ・ルリアとチャールズ・スワンは、写真の作者は動物であって人間ではないため、撮影の機材が誰の所有物だろうと著作権は発生しない、と述べている。しかし、イギリスのメディア法の専門家クリスティーナ・マイクロスは、コンピュータが生成した著作物に関して定めているイギリスの著作権法をもとにするならば、カメラを所有しセッティングしたのがスレイターである以上、一連の写真には彼の著作権が生じるという議論はありえる、と語っている。同様に、当時Bircham Dyson Bell LLPに所属していたロンドンの弁護士セレナ・ティアニーは、「もし彼が撮影のアングルを決め、特定の光と影の効果のもとで写真を撮影できるよう撮影機材を設置し、露出を行うか、またはフィルターやライトその他の撮影に必要なあらゆる特殊な器具を使うかしていて、サルはただシャッターを押しただけだったという場合には、彼はイギリスにおいては、これらの写真は著作権の対象であり、自身は著作者でありしたがって著作権を最初に取得した者であるという主張ができるだろう」と述べている。さらに、サセックス大学の知的財産権法の上級講師であるアンドレス・グアダムズは、現在のヨーロッパの判例法、とりわけInfopaq International A/S v Danske Dagblades Forening事件の判決を前提とすると、写真を選択するだけでも、その選択の過程において撮影者の個性が反映されているのであれば、独創性を認めるには十分であろうと述べている。
2014年12月22日、アメリカ合衆国著作権局は人間以外の動物による作品は著作権の対象とはならないと明言し、その例のなかに「サルが撮影した写真」を挙げた。
2016年1月、スレイターは、写真に対する著作権侵害を理由として、ウィキペディアを提訴するという意思を示した。

## ウィキマニア2014
「サルの自撮り」は、ロンドンのバービカンセンターで開催されたウィキマニア2014のテーマとなった。ウィキペディアの創設者かつウィキメディア財団の理事であるジミー・ウェールズを含むウィキマニアの参加者らは、クロザルの写真のコピーと一緒に自撮りのためにポーズをとった。このような自撮りと、クロザルの写真のコピーに対しては、賛否両論があった。ウィキペディアの編集者であるアンドレアス・コルビーがウィキペディオクラシーに記載したところによれば、ウェールズの行為を、「機転も利かせず満足そうにしているように見える」として批判するツイッターやウィキペディアの利用者らもいた。

## PETAによる訴訟
2015年9月22日、動物の倫理的扱いを求める人々の会（PETA）は、サルにも著作権が認められることと、写真から得られる利益をスラウェシの自然保護区域内に生息するサルや他のクロザルのためにPETAが管理できるようにすることを求め、カリフォルニア北地区アメリカ合衆国連邦地方裁判所に提訴した。同年11月、この訴訟の被告である法人ブラーブ (en) の代理人弁護士は、PETAは誤ったサルのために訴訟を行っているのではないかと述べた。
2016年の審理において、連邦地方裁判所判事ウィリアム・オリックは、著作権法の保護は動物には及ばないとした。同年1月28日に、オリックはPETAの請求を棄却した。3月20日、PETAは第9巡回区控訴裁判所において控訴した。7月12日、裁判所はこの事案についての口頭弁論を開いた。8月4日、スレイター、ブラーブ、PETAの各弁護士らは、近い将来に裁判外の和解に至ることが見込めるとして、判決を出さないよう裁判所に通知した。9月11日、スレイターがサルの自撮りによって今後得る利益の25%を、ナルトのような野生のサルを保護する慈善団体に寄付することで、スレイター、ブラーブ、PETAの間で和解が成立した。

## スレイターへの影響
2017年7月、スレイターは破産し、弁護士費用が払えなくなっていると報道された。初めの頃は、インドネシアへの渡航費用の埋め合わせには十分な数千ポンドをサルの自撮り写真で稼いでいた。しかし、ウィキメディア財団が彼の申し立てを拒否してからというものの、収入は数か月に約100ポンドまで減ってしまった 。資金不足のため、スレイターは2017年7月にアメリカ合衆国で行われた法廷審問に出向くことができなかった。また、新しい仕事として犬の散歩やテニスのコーチを考えているとも話した。
スレイターは、「これは私にとって新たな冒険になるだろう。賃金はわずかだろうが、写真家以上にはなるだろう。私にはもう、外に出て写真を撮るモチベーションはない。数千ポンドを弁護士費用に投じ、収入は減り続け、私はひどく落ち込んでいる」と話している。また、「猿の困窮を明らかにするために私がした全てのことは、私の私生活において裏目に出た。私の人生はめちゃくちゃだ」と付け加えた。
それでも、スレイターは写真撮影の衝撃そのものについては「もちろん喜ばしく」感じていると話し、「猿の困窮を明らかにし世界中に広めるという当初の意図は、6年越しに達成された」とした。